# Distretto di Whojah
Il distretto di Whojah è un distretto della Liberia facente parte della contea di Maryland.